# Ciepliny-Budy
Ciepliny-Budy – kolonia w Polsce położona w województwie kujawsko-pomorskim, w powiecie włocławskim, w gminie Izbica Kujawska.
Do 2023 miejscowość była kolonią wsi Ciepliny.
W latach 1975–1998 miejscowość administracyjnie należała do województwa włocławskiego. Według Narodowego Spisu Powszechnego (III 2011 r.) liczyła 22 mieszkańców. Jest najmniejszą miejscowością gminy Izbica Kujawska.